# Guido Duo
Guido Duo (Copparo, 9 marzo 1907 – Reggio Emilia, 19 marzo 1979) è stato un calciatore e allenatore di calcio italiano, di ruolo difensore.

## Carriera
Dopo aver militato nella Pro Gorizia, disputò due campionati di Serie B con il Legnano poi giocò per due stagioni in Serie A con il Brescia, con 34 presenze nella prima e 23 nella seconda. Fece il suo esordio nella massima serie il 10 settembre 1933 in Brescia-Roma (1-0).

## Palmarès

### Giocatore

#### Competizioni nazionali
- Serie B: 1

Livorno: 1936-1937
- Serie C: 1

Reggiana: 1939-1940